# Julio Rodríguez (futebolista)
Julio Pablo Rodríguez Cristóbal (Juan Lacaze, 9 de agosto de 1978) é um futebolista uruguaio, que joga como meia-atacante. Ele atualmente joga no Real España.

## Carreira
Rodriguez integrou a Seleção Uruguaia de Futebol na Copa América de 2001.

## Títulos

### C Nacional F
- Campeão do Campeonato Uruguaio de Futebol 2002

### CA Fênix
- Liga Pré-Libertadores da América: 2003)

### 15 de Novembro
- Campeonato Gaúcho do Interior 2005